# 花倉の乱
花倉の乱（はなくらのらん、花蔵、はなぐらとも）は、戦国時代の天文5年（1536年）に起きた、駿河国の守護大名、戦国大名でもある今川家のお家騒動。「花倉」とは、静岡県藤枝市の地名で、玄広恵探らが挙兵した地にちなむ、あるいは恵探が華蔵山徧照光寺の住持であったことから「華蔵殿」と呼ばれていたからとも云われる。嫡流の栴岳承芳（後の今川義元）らが勝利し終結した。

## 背景
足利氏の支族である今川家では、文明8年（1476年）に遠江で今川義忠が戦死した後にも、家督を巡り一門衆と有力被官との争いで家中が分裂する騒動が起こっており、これは幕府申次衆の伊勢盛時（北条早雲）の仲介で長享元年（1487年）に今川氏親への家督相続が行われた。
氏親は、守護代となった盛時に支えられ、当主の宗主権強化に努める、分国法である「今川仮名目録」を制定して家中を統率した。自身の死後の内訌を防止するため、嫡子龍王丸（今川氏輝）への家督相続を確実にし、大永3年（1523年）には京都の建仁寺から太原雪斎を招き、五男の芳菊丸（正室・寿桂尼の第三子。のちの栴岳承芳、義元）を養育させ、大永5年（1525年）に得度させて富士郡瀬古の善得寺（静岡県富士市）に入らせる。氏親は翌6年（1526年）に死去し、嫡子氏輝が今川家当主となる。
氏輝の時代には、対立していた甲斐の武田氏と和睦し、一門衆や有力被官の合議制を確立させ、分国統治を整備する。だが、三河で松平氏が活動を強めると、守勢であった氏輝は三河を放棄し、甲斐侵攻を計画、太原雪斎とともに京で修行していた弟の栴岳承芳（義元）を呼び寄せる。

## 経過
天文5年3月17日（1536年4月7日）、当主の氏輝とその弟の彦五郎が急死し、今川家が当主と後継者を同時に喪失したことが乱勃発の契機となった。
この状況において事実上の家長であった氏親正室の寿桂尼は栴岳承芳（義元）を擁立した。氏親生前時から承芳は恵探より上に位置付けられていたが、承芳擁立に対して恵探と家老の福島氏が反対し、恵探が駿府を退去して花倉城へ入った。福島氏は氏親の側室が福島助春の娘で外戚にあたり、子の玄広恵探を擁立して対抗した。
5月24日（6月12日）、寿桂尼は恵探に応じて蜂起する気配のあった福島越前守を訪問して説得を試みるが失敗する。翌25日（13日）、駿府で合戦があり、福島越前守は敗退して、久能城へ退去した。
戦乱は由比城（静岡市）、方ノ上城（焼津市）、花倉城（葉梨城、藤枝市）で展開され、駿府・花倉城間で閉じずに大規模に広がったため、寿桂尼は北条氏綱に援軍を要請した。要請を受け入れた氏綱は大軍を駿河へ派遣した。
義元は相模の後北条氏の支援も得て、6月10日（6月28日）に岡部親綱が方ノ上城を攻撃、落城させる。次いで恵探の篭る花倉城をいっせいに攻め立てた。恵探は支えきれずに逃亡、瀬戸谷の普門寺で自刃した。遠江での戦闘も収束すると、義元は自身の家督相続を宣言し、宗主権強化に努める。

## 影響
還俗した義元は後の河東一乱の要因となる武田家との同盟を結ぶが、丸島和洋はその理由として花倉の乱における北条家の援軍を義元が快く思わず、戦乱終結後に氏綱への牽制として武田家との同盟を選択したと推測している。

## 花倉の乱を題材とした作品
- 大河ドラマ『風林火山』（2007年） - 第5回「駿河大乱」